# Архон Пелски
Архон (на старогръцки: Ἄρχων) е македонски пълководец от IV век пр. Хр.
Архон е от столицата на Древна Македония Пела. Назначен е за сатрап на Вавилония след смъртта на Александър III Македонски в 323 година пр. Хр. Архон умира в 321 година пр. Хр. в битка срещу Антигон Доким.
Според надпис в Делфи Архон е участвал в Истмийските и Питийските игри, където печели в състезанието с коне.